# Zara Prassinot
 (mars 2024).
Si vous disposez d'ouvrages ou d'articles de référence ou si vous connaissez des sites web de qualité traitant du thème abordé ici, merci de compléter l'article en donnant les références utiles à sa vérifiabilité et en les liant à la section « Notes et références ».
Zara Prassinot est une actrice et entrepreneur française.

## Biographie
Zara Prassinot fait ses débuts au cinéma en jouant aux côtés de Nicole Garcia dans le film Les Bureaux de Dieu de Claire Simon.
Puis elle joue dans Bus Palladium de Christopher Thompson, Fais-moi plaisir ! d'Emmanuel Mouret et The Shape of Art to Come de Julien Levy, ainsi que dans la série britannique The State réalisée par Peter Kosminsky et dans le film Le Jour de mon retour réalisé par James Marsh en 2017.
En 2012 elle reçoit le prix de "Meilleure actrice dans une série française" pour son rôle de Kelly dans la série Clash.
En 2015, elle joue une James Bond girl dans une publicité pour Heineken, diffusée lors du Super Bowl aux côtés de Daniel Craig. En 2016, elle apparaît aux côtés de John Malkovich dans une publicité pour Squarespace, qui a été récompensée par un Emmy Award et diffusée lors du Super Bowl.
En 2018, elle change de cap et fonde Recreation, une boutique en ligne axée sur la mode écologique.

## Filmographie

### Cinéma

#### Longs métrages
- 1996 : Ponette de Jacques Doillon
- 2005 : La Légende vraie de la tour Eiffel de Simon Brook
- 2007 : Les Bureaux de Dieu de Claire Simon
- 2008 : Fais-moi plaisir ! d'Emmanuel Mouret
- 2009 : Bus Palladium de Christopher Thompson
- 2018 : Le Jour de mon retour de James Marsh

#### Courts métrages
- 2011 : The Shape of Art to Come de Julien Levy

### Télévision
- 2009 : Victor Sauvage, téléfilm de Patrick Grandperret
- 2011 : Clash, série de Pascal Lahmani
- 2012-2015 : Plus belle la vie, Élise Carmin (saisons 8 à 11)
- 2017 : The State de Peter Kosminsky

### Music Videos
- 2009 : KCPK - The end réalisé par Loic Andrieu
- 2009 : Vitalic - Poison lips réalisé par Julien Levy

### Réalisation
- 2009 : Court-métrage, Les jours magnétiques (Short Film Corner − Festival de Cannes 2009)

### Publicité
- 2015 - Heineken - The Chase avec Daniel Craig, diffusée pendant le Super Bowl
- 2015 - France Télévisions Spot contre le racisme - MFP/FTV x Osons la fraternité ! - Contre le racisme
- 2017 - Whoisjohnmalkovitch.com réalisé par Miles Jay avec John Malkovich, diffusée pendant le Super Bowl 2017

## Publication
- Pattern Plus (en japonais, 79 pages)[1]

## Distinctions

### Récompense
- Meilleure actrice dans une série télévisée française[2], pour la série Clash au Festival Séries Mania, 2012.